# Fernando Luiz Vieira de Mello
Fernando Luiz Vieira de Mello (19 de agosto de 1929 – São Paulo, 1 de janeiro de 2001) foi um jornalista brasileiro. Ele é pai do também jornalista Fernando Vieira de Mello Filho.

## Biografia
Com mais de 50 anos de profissão, Mello começou a carreira como jornalista da TV Record na década de 1950. Ele trabalhou durante 40 anos como diretor de jornalismo da Rádio Jovem Pan, entre outros veículos de comunicação.
O jornalista foi também diretor de marketing do Mappin nas décadas de 1970 e 1980. Em 1992, deixou a emissora para fundar a Rádio Trianon com João Carlos Di Genio e Antônio Del Fiol. No final da vida, Mello passou a sofrer do mal de Alzheimer. Faleceu em 2001, aos 71 anos, por insuficiência respiratória em São Paulo.
Pelos trabalhos relevantes no radiojornalismo, foi homenageado pela prefeita de São Paulo, Marta Suplicy, que ao construir o túnel que liga a Avenida Rebouças à Avenida Eusébio Matoso, batizou tal obra com o nome do jornalista.